# Freie Kameradschaft Dresden
Die Freie Kameradschaft Dresden (FKD) ist eine kriminelle rechtsextremistische Vereinigung in Sachsen. Ihre Mitglieder beteiligten sich u. a. an den fremdenfeindlichen Ausschreitungen in Heidenau 2015, an Angriffen auf Geflüchtete während des Dresdner Stadtfests 2016 und Andersdenkende in Dresden-Übigau, an dem Überfall auf Connewitz 2016 und wurden z. T. in langjährigen Verfahren zu Gefängnisstrafen verurteilt. Der letzte Prozess endete im September 2020.

## Hintergrund und Gründung
Die Freie Kameradschaft Dresden wurde im Juli 2015 in der Grunaer Sportsbar Pfefferminze bei einer Versammlung von ca. 20 bis 30 Rechtsextremisten gegründet. Die Mitglieder verhalten sich konspirativ. Laut Staatsanwaltschaft und dem Kulturbüro Sachsen war die Gruppe zwischen Juli 2015 und Januar 2016 in wechselnden Zusammensetzungen an Ausschreitungen u. a. in Heidenau (August 2015) und in Leipzig-Connewitz (Januar 2016) beteiligt. Die FKD hatte Ausländer, Flüchtlingsunterkünfte und Wohnungen von Andersdenkenden und einen linken Politiker angegriffen. Gemeinsam mit der rechtsterroristischen Gruppe Freital überfiel die FKD das alternative Wohnprojekt „Mangelwirtschaft“ in Dresden-Übigau.
Die Kameradschaft soll dem Vorbild der „Freien Kräfte Dresden“ folgend als parteiunabhängige Gruppierung gegründet worden sein. Ziel war die Vernetzung rechtsradikaler Akteure im Raum Dresden: „Hauptziel dieser Gruppe ist es die Nationalen Kräfte in und um Dresden zu bündeln, um gemeinsam und als eine geschlossene Gruppe Veranstaltungen zu planen, spontane Aktionen, Zielführend umzusetzen und andere Nationale Bündnisse zu unterstützen“, (Fehler im Original) hieß es im Selbstverständnis der Gruppe. Die Idee zur Gründung der FKD soll laut Kulturbüro Dresden vom damaligen NPD-Politiker René Despang gekommen sein, der selbst Mitglied wurde.

## Taten
Am 22. August 2015 hatten sich der Anführer der Gruppe Benjamin Z., sowie Maik K., Michel K., Nick F. und Franz R. an den fremdenfeindlichen Ausschreitungen in Heidenau vor der Erstaufnahmeeinrichtung für Geflüchtete beteiligt. Im Prozess wurde ihnen zur Last gelegt, mit Böllern, Steinen, Flaschen und Baustellengegenständen Polizisten beworfen zu haben. Mindestens neun weitere der FKD zuzurechnende Personen sollen ebenfalls anwesend gewesen sein. Bei den Angriffen wurden mehr als 30 Polizisten verletzt.
Zeitgleich zu einem Aufmarsch der fremdenfeindlichen Legida-Bewegung in der Leipziger Innenstadt überfielen am 1. November 2016 mehr als 250 Neonazis den alternativ geprägten Leipziger Stadtteil Connewitz, darunter mindestens sechs FKD-Mitglieder. Drei Menschen wurden verletzt und zahlreiche Autos und Gebäude beschädigt; der Sachschaden liegt bei rund 120.000 Euro. Auf der Facebook-Seite der FKD war schon vier Tage vor dem Angriff ein Aufruf veröffentlicht worden, nach Leipzig zu kommen.
Ende Februar 2016 löste sich die FKD formal auf, angeblich wegen interner Streitigkeiten und Festnahmen. Danach machten am 20. und 21. August 2016 ca. 20 bis 30 Vermummte gezielt „Jagd auf Flüchtlinge“ auf dem Dresdner Stadtfest. Mehrere Personen wurden zum Teil schwer verletzt. Neben dem FKD-Mitglied Robert S. sollen auch Maik K. und Benjamin Z. unter den Angreifern gewesen sein.

## Prozesse
Im August 2017 sprach das Landgericht Dresden einen 19-jährigen und einen 27-jährigen schuldig, weil sie sich als Mitglieder der FKD am Überfall auf Connewitz, zusammen mit der rechtsterroristischen Vereinigung Gruppe Freital an Angriffen auf Flüchtlingsunterkünfte und auf die Wohnungen Andersdenkender, und weiteren Straftaten beteiligt hatten. Sie wurden unter anderem wegen Mitgliedschaft in einer kriminellen Vereinigung, gefährlicher Körperverletzung, Landfriedensbruchs und Herbeiführens von Sprengstoffexplosionen zu drei Jahren und acht Monaten Haft verurteilt. Eine Revision wurde im Mai 2019 vom Bundesgerichtshof zurückgewiesen und das Urteil des Landgerichts rechtskräftig.
Kurz darauf verhandelte das Landgericht Dresden ab September 2017 gegen fünf Männer und eine Frau, damals im Alter von 22 bis 29 Jahren ebenfalls wegen gefährlicher Körperverletzung, Landfriedensbruchs und Herbeiführens von Sprengstoffexplosionen sowie zusätzlich wegen Bildung einer kriminellen Vereinigung. Dabei kam es zu Turbulenzen, weil der inhaftierte mutmaßliche Anführer der FKD, Benjamin Z., aus dem Gefängnis heraus versucht hatte, sein Gerichtsverfahren zu beeinflussen und eine Affäre mit einer Schöffin des Verfahrens bekannt wurde.
Am 17. September 2019 wurde André M. als Mitglied der FKD zu einer Bewährungsstrafe von zwei Jahren und einer Geldstrafe verurteilt. Das Verfahren wurde getrennt von dem ursprünglichen Verfahren gegen insgesamt vier Angeklagte zu Ende geführt. Das Urteil im Verfahren gegen René H., Christian L. und René V. folgte am 24. September 2020.
Im Januar 2020 wurden vom Landgericht Dresden die endgültigen Urteile gegen sechs Mitglieder der rechtsextremen Freien Kameradschaft Dresden gefällt. Die Straftaten reichten von der Beteiligung an einer kriminellen Vereinigung, schwerem Landfriedensbruch, gefährliche Körperverletzung bis hin zum Herbeiführen von Sprengstoffexplosionen. Der Anführer Benjamin Z. wurde zu vier Jahre und vier Monate Haft, die weiteren fünf Männer sowie eine Frau zu Haftstrafen zwischen zwei Jahren und zehn Monaten sowie sechs Jahren verurteilt.
Bis September 2020 wurden insgesamt 12 Personen im Zusammenhang mit der kriminellen Vereinigung Freie Kräfte Dresden verurteilt. Im Mai 2022 wies der Bundesgerichtshof die von den sechs im Januar 2020 Verurteilten eingelegten Revisionen zurück. Die Urteile sind somit rechtskräftig.